# Sahil
Sahil (auch Chamīs as-Sāhil;arabisch ساحل, DMG Sāḥil) ist eine Stadt in der Provinz Asir im Süden Saudi-Arabiens. Sahil liegt 449 Meter über dem Meer und die Bevölkerungszahl beträgt 5000 (Stand 2004). Im Jahr 1970 lag sie bei 2000.